# Sovqiyar Abdullayev
Sovqiyar Abdullayev (ázerbájdžánsky Şövqiyar Cəmil oğlu Abdullayev; 5. dubna 1969, Vardenis, Arménská SSR – 27. srpna 1992, Aghdara, Ázerbájdžán) byl ázerbájdžánský národní hrdina a bojovník války o Náhorní Karabach.

## Raný život a vzdělání
Abdullayev se narodil 14. dubna 1952 ve Vardenisu v Arménské SSR. V roce 1986 ukončil střední vzdělání na střední škole ve vesnici Narimanli a nastoupil na Ázerbájdžánskou technickou univerzitu. V roce 1987 byl zařazen do sovětských ozbrojených sil, zatímco studoval na univerzitě a dokončil svou službu v Mongolsku v roce 1989 a vrátil se do Baku.

### Osobní život
Abdullayev nebyl ženatý.

## Válka o Náhorní Karabach
Když začala válka o Náhorní Karabach, Abdullayev byl v roce 1992 zařazen do Ázerbájdžánských ozbrojených sil a byl jmenován velitelem tankové brigády v Agdamu. Jeho tanková brigáda si vybrala obec Abdal-Gulabli jako místo pro sebe a zúčastnila se bitvy kolem vesnic Papravend, Pirdgamal, Aranzami a další. Dne 23. srpna 1992 byla jeho tanková brigáda poslána ze strategicky významné výšky kolem vesnice Gulabli do Aghdary, aby se podílela na ochraně vesnice Drambon. Během krátké doby byl odpor arménsko-ruských jednotek ve vesnici Drambon zničen a vesnice byla osvobozena. Zároveň bylo osvobozeno velké množství obléhaných ázerbájdžánských vojáků. Abdullayevův tank byl několikrát zastřelen během bitvy o vesnici Drambon. On byl zraněn v obou nohách a byl poslán do vojenské nemocnice v Aghdamu. Odmítl zůstat v nemocnici a vrátil se k frontě. Dne 27. srpna 1992 byl zabit v boji, když se snažil zachránit své vojáky před zajetím.

## Národní hrdina
Po smrti podle vyhlášky ázerbájdžánského prezidenta ze dne 5. února 1993 získal titul Národního hrdinu Ázerbájdžánu.
Sovqiyar Abdullayev byl pohřben na Hřbitově mučedníků v Baku dne 29. srpna 1992.